# نيكول غاراي
نيكول غاراي (بالإسبانية: Nicole Garay) هي كاتِبة وشاعرة بنمية، ولدت في 10 سبتمبر 1873 في بنما، وتوفي بنفس المكان في 19 يونيو 1928.